# Dreyer & Reinbold Racing

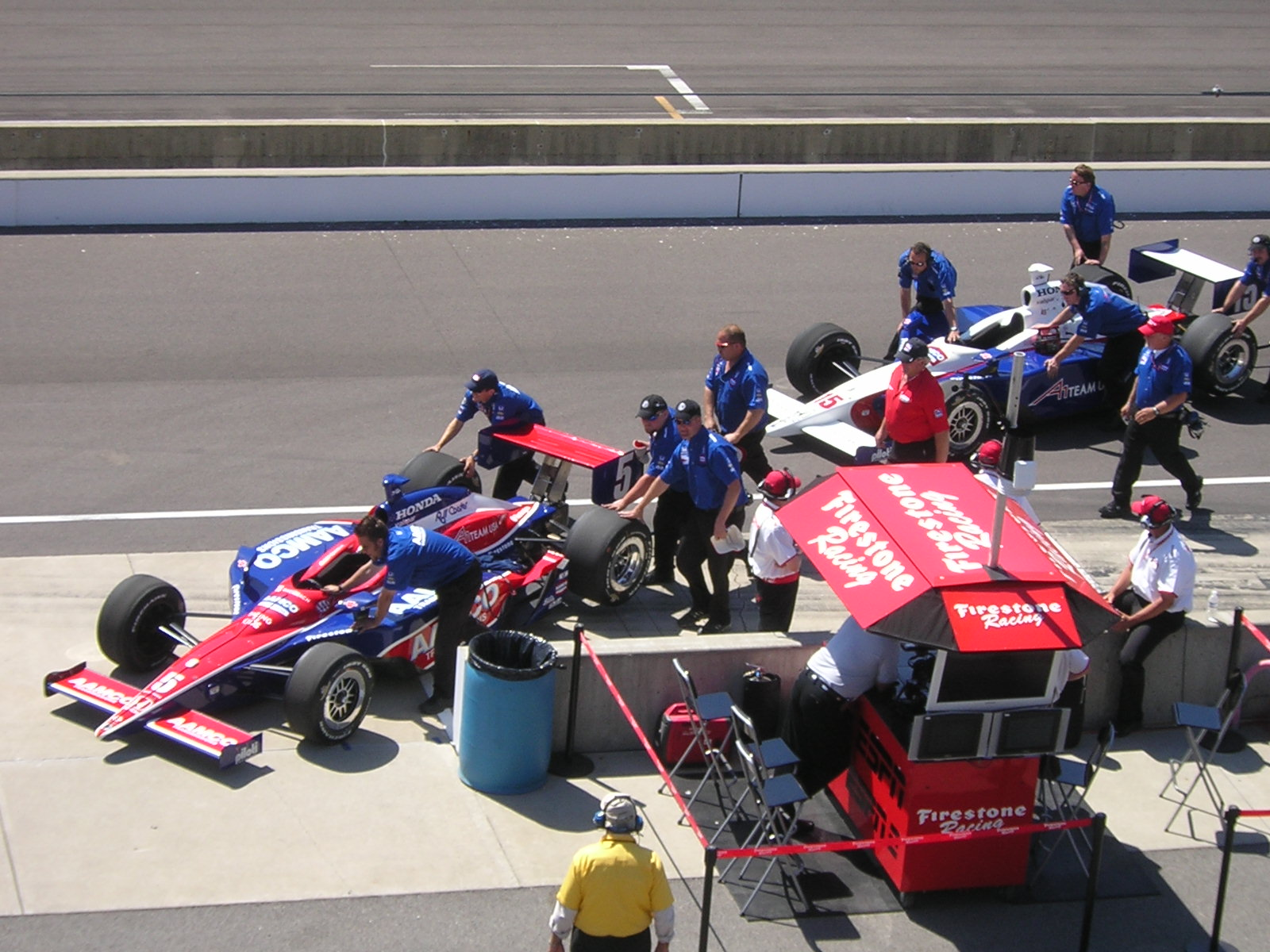
Carro da D&R durante treino para 500 milhas de Indianápolis.

A Dreyer & Reinbold Racing (D&R) é uma equipe de corrida automobilísticas que compete pela IndyCar Series. Os donos da equipe são Dennis Reinbold e Robbie Buhl.

## Pilotos
- John Andretti (2009)
- Ana Beatriz (2010)
- Townsend Bell (2008)
- Ryan Briscoe (2006)
- Jeff Bucknum (2005)
- Robbie Buhl (2000–2004)
- Mike Conway (2009–presente)
- Milka Duno (2008–2009)
- Sarah Fisher (2002–2003, 2006–2007)
- Felipe Giaffone (2004)
- Memo Gidley (2002)
- Davey Hamilton (2009)
- Steve Knapp (2000)
- Buddy Lazier (2004, 2006)
- Darren Manning (2009)
- Buddy Rice (2007–2008)
- Tomas Scheckter (2009)
- Al Unser, Jr. (2006)
- Justin Wilson (2010–presente)
- Roger Yasukawa (2005, 2007, 2009)